# روبرت بينيت (سياسي)
روبرت بينيت (بالإنجليزية: Robert Bennett)‏ هو سياسي أسترالي، ولد في 21 يناير 1822 في جزيرة أيرلندا في المملكة المتحدة، وتوفي في 18 يناير 1891 في ملبورن في أستراليا. انتخب عضو الجمعية التشريعية فيكتوريا.